# Bharati (Musical)
Bharati ist ein indisches Musical das von Gashash Deshe produziert wurde. Hauptdarsteller sind die indischen Musical-Stars und Schauspieler Gagan Malik (Siddhartha) und Bhavna Pani (Bharati). Die Premiere fand 2006 in Paris statt.

## Produktion
Bharati ist eine indische Produktion. Die Entwicklung dieses „Monumentalspektakels“ (Stern) hat über fünf Jahre gedauert, und das ursprüngliche Budget von 5 Millionen Dollar gesprengt.

## Handlung
Erzählt wird die Geschichte des jungen Ingenieurs Siddhartha, der aus den USA zurück in seine Heimat Indien kommt, um die Wasserqualität des Ganges zu verbessern. Obwohl deren Vater bereits einen Mann für sie ausgesucht hat, verliebt sich Siddharta in die betörende Bharati – und in Indien. „Bharati“ heißt Indien auf Hindi.

## Aufführung
Wichtiger als die eigentliche Geschichte ist die Monumentalität der Aufführung. Über zwei Stunden lang tanzen, singen und schauspielern mehr als 60 Tänzer, 15 Musiker und sechs Sänger auf der Bühne und tragen dabei über 1000 teilweise immens aufwändig hergestellte, glitzernde Kostüme.

## Musik
Aus einer Unzahl von Songs wurden 20 Lieder ausgewählt. Neben zwei Kompositionen aus bekannten Bollywood-Produktionen ist dabei auch eine Vielzahl von Eigenkompositionen Teil der Musik von Bharati – bei denen Folklore- mit Popelementen verschmelzen. Der Soundtrack ist dem Thema entsprechend von Instrumenten wie Sitars, Trommeln, Tamburinen und Maultrommeln dominiert, und ist auch auf CD erhältlich.